# 呼喚奇蹟的光 (電視劇)
《呼喚奇蹟的光》（英語：All the Light We Cannot See）是一部2023年美國劇情限定劇，改編自安東尼·杜爾曾奪得普立茲獎的同名小説，由薛恩·李維執導、史蒂芬·奈特編劇，艾瑞亞·米亞·洛貝爾蒂、馬克·盧法洛和休·羅利主演。該劇將會分成四部份，故事發生在第二次世界大戰期間的德佔法國，環繞一位名為瑪麗-洛爾的法裔失明女子和一位名為維爾納的德軍士兵在戰爭中的經歷。
該劇將會於2023年11月2日在Netflix首播。

## 劇情
故事發生在第二次世界大戰期間的德佔法國，一位名為瑪麗-洛爾·勒布朗（Marie-Laure LeBlanc）的法裔失明女子和一位名為維爾納·芬寧（Werner Pfennig）、在戰爭期間被迫參軍的德裔士兵在戰爭期間的經歷意外交纏。

## 演員
- 艾瑞亞·米亞·洛貝爾蒂 飾演 瑪麗-洛爾·勒布朗（Marie-Laure LeBlanc）：年輕的法裔失明少女。
  - 內爾·薩頓（Nell Sutton） 飾演 幼年的瑪麗-洛爾
- 馬克·盧法洛 飾演 丹尼爾·勒布朗（Daniel LeBlanc）：瑪麗-洛爾的父親，國立自然史博物館的鎖匠。
- 休·羅利 飾演 艾蒂安·勒布朗（Etienne LeBlanc）：瑪麗-洛爾的舅公，因患上PTSD而隱居的一戰老兵。
- 路易斯·霍夫曼 飾演 維爾納·芬寧（Werner Pfennig）：在戰爭期間被迫參軍的德裔士兵。
- 拉爾斯·艾丁格 飾演 萊因霍爾德·馮·倫佩爾軍士（Sergeant Reinhold von Rumpel）：殘暴且貪婪的德軍軍官，窺覦著法國自然史博物館中的寶石。
- 安德麗亞·戴克（英语：Andrea Deck） 飾演  桑德麗娜（Sandrina）
- 馬里恩·貝利（英语：Marion Bailey） 飾演 馬內克夫人（Madame Manec）

## 製作
2019年3月，21圈娛樂宣佈購下小說《呼喚奇蹟的光》的版權，並將會翻拍成劇集，由薛恩·李維、丹·萊文和喬許·貝瑞（Josh Barry）擔任執行製作人。2021年9月，Netflix宣佈取得該劇的發行權，並將會分成四集播放，並會由史蒂芬·奈特編劇，而李維將會執導所有集數。2021年12月，艾瑞亞·米亞·洛貝爾蒂宣佈將會出演女主角瑪麗-洛爾。洛貝爾蒂是一名修辭學研究生，亦是《呼喚奇蹟的光》的書迷。她於2021年劇組進行演員遴選時正在攻讀博士學位，此前亦未曾接受過任何戲劇訓練，但她出於對原著的喜愛而參加了試鏡，並意外從過千名參加者中脱穎而出。2022年1月，馬克·盧法洛和休·羅利宣佈將會與洛貝爾蒂共同擔任主演，二人分別出演丹尼爾·勒布朗和艾蒂安·勒布朗。同年2月，路易斯·霍夫曼、拉爾斯·艾丁格和內爾·薩頓（Nell Sutton）宣佈加入劇組，其中薩頓將會飾演幼年時的瑪麗-洛爾，她在現實中是一位七歲的威爾斯女孩，因患有一種機率只有六十億份之一的罕見眼疾而完全失明。2022年8月，詹姆斯·紐頓·霍華宣佈將會為該劇創作配樂。2023年4月，馬里恩·貝利亦透露有參與演出。
主體拍攝於2022年3月至7月進行，主要在匈牙利布達佩斯、法國聖馬洛和魯埃格自由城三地進行，其中大部份主場景，包括一些在聖馬洛的戲份，都在魯埃格自由城拍攝。劇組選擇魯埃格自由城的原因是因為該城有一個舊式的中央廣場，與在二戰中被摧毀前的聖馬洛相似，而街道也沿用了1940年代的建築風格。於魯埃格自由城的拍攝大概於7月5日至20日進行，取景地點幾乎包括整個城鎮。

## 發行
2023年4月18日，該劇釋出前導預告。該劇計劃於同年11月2日在串流平台Netflix上首播。

## 外部連結
- 互联网电影数据库（IMDb）上《呼喚奇蹟的光》的资料（英文）
- 在Netflix上觀看《呼喚奇蹟的光》
- 豆瓣电影上《呼喚奇蹟的光》的資料 （简体中文）